# Eddy Merckx (Fahrradmarke)

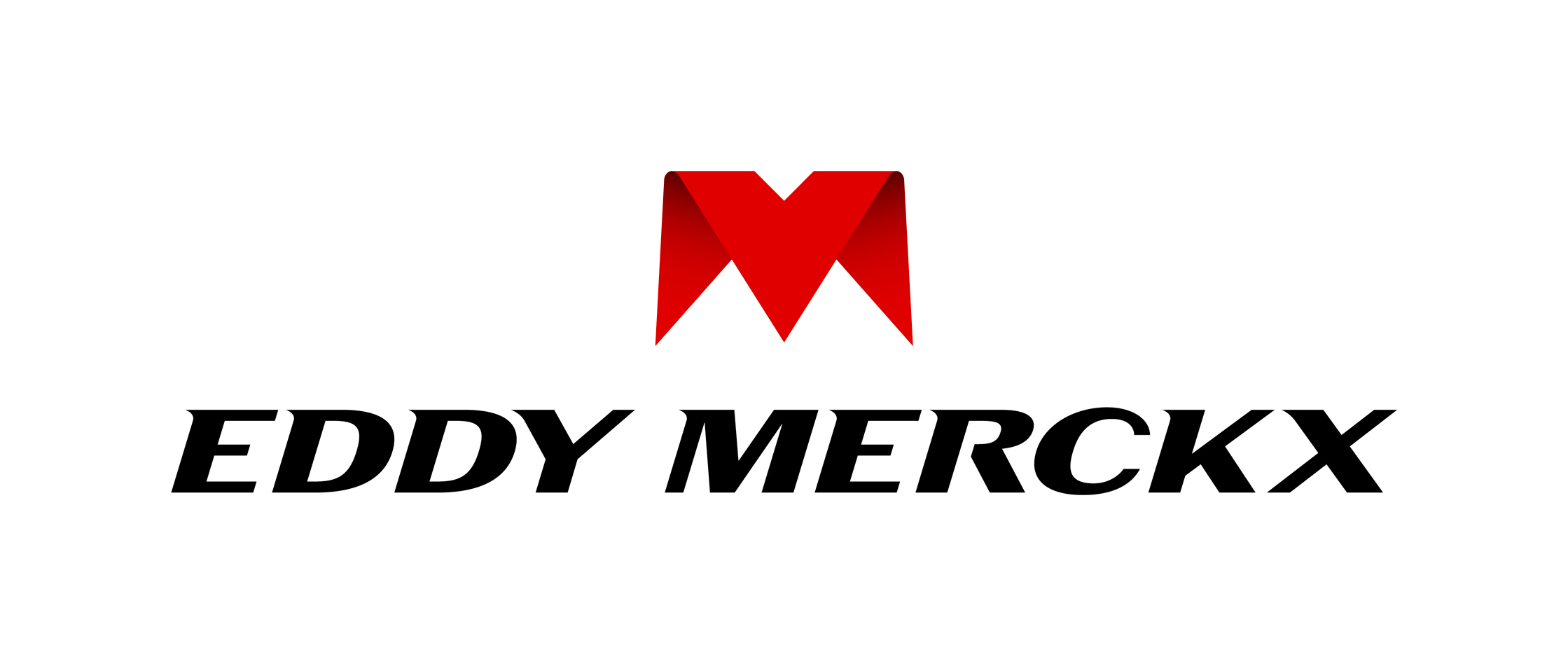
Logo

Eddy Merckx Cycles ist eine Marke des belgischen Fahrradherstellers Belgian Cycling Factory, der unter anderem auch Räder der Marke Ridley herstellt. Die Marke ist benannt nach dem ursprünglichen Firmengründer, dem Radrennfahrer Eddy Merckx, der sein Unternehmen im Jahr 2017 veräußerte.

## Geschichte

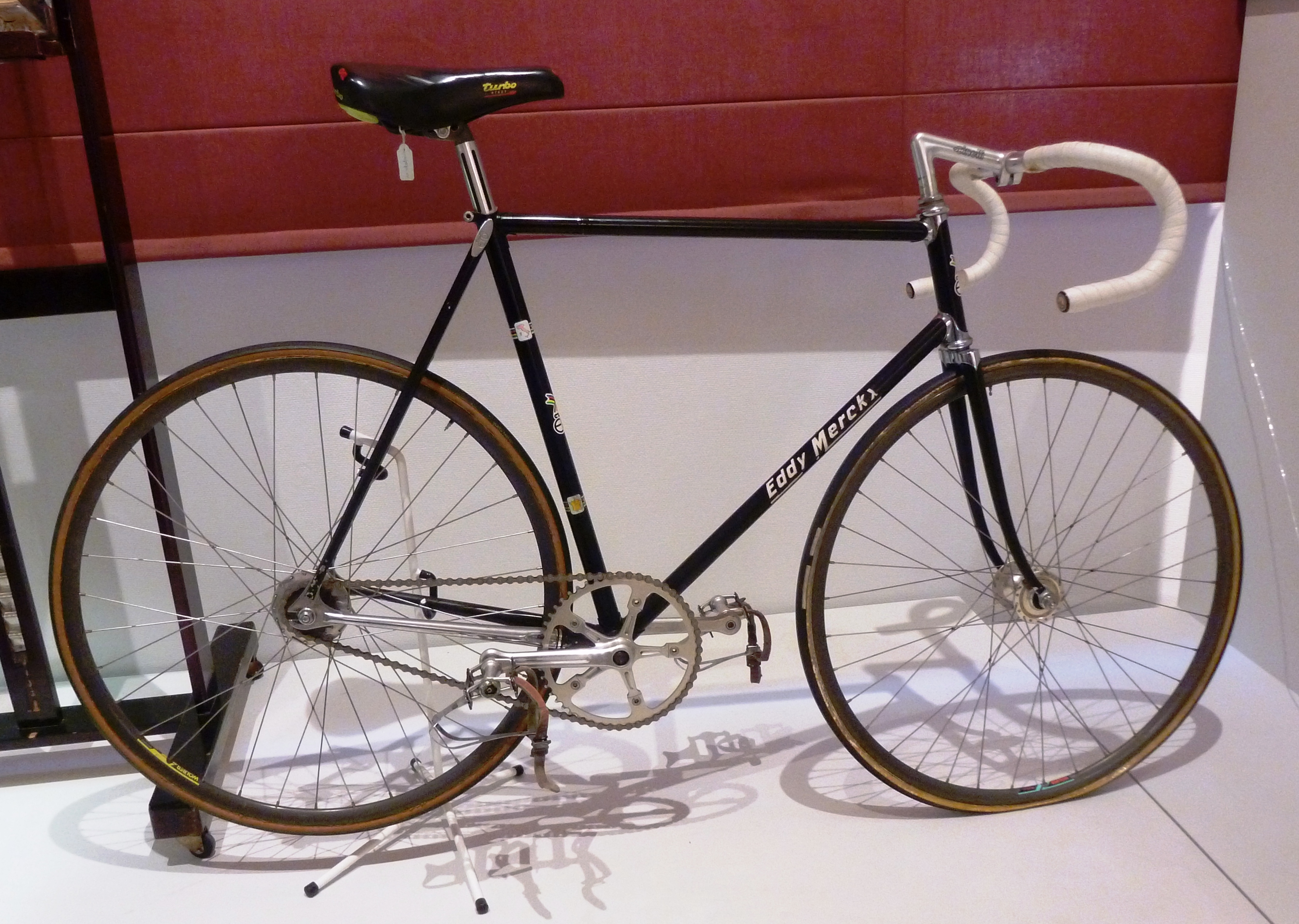
Eddy Merckx Bahnrad

Der Radrennfahrer Eddy Merckx nutzte die Bekanntheit seines Namens um ein eigenes Unternehmen zu gründen, das Rennräder herstellt. Am 28. März 1980, zwei Jahre nach seinem Rückzug aus dem professionellen Rennradsport, startete Merckx sein Unternehmen mit der Herstellung von High-End-Rennrädern. Der Fahrradbauer Ugo de Rosa brachte Merckx auf die Idee. De Rosa hatte für Merckx während seiner Sportlerkarriere bereits Rahmen gebaut. Die praktischen Fertigkeiten zum Rahmenbau erlernte er während einer Lehrzeit in seiner Manufaktur.
Die Belgische Diepensteyn NV kaufte 2014 den Hersteller, bis die Marke 2017 von dem ebenfalls belgischen Hersteller und ehemaligen Konkurrenten Ridley übernommen wurde. Merckx erschloss sich ab Mitte der 2010er Jahre auch den US-amerikanischen Markt und verkaufte dort 2016 nahezu 1500 Merckx Räder. Bis heute werden die Räder in Belgien aufgebaut. In den 2000er Jahren legte Merckx nochmals eine Rennradserie mit Stahlrahmen auf.

## Räder
Nachdem Eddy Merckx in den 1980er hochwertige Stahlrahmen aus Columbus Rohr baute, führte die Firma in den 1990ern neben Alurahmen auch Titanrahmen ein. Heute werden sowohl hochpreisige Carbonrahmen, wie auch Alurahmen gebaut. Die Modelle sind in ihrer Konzeption und Namensgebung an Stationen aus der Karriere von Eddy Merckx angelehnt. Nach der Eddy Merckx eigenen Firmenphilosophie stattet die Firma keine Einsteiger-Räder mit Carbonrahmen aus, sondern verwendet lieber hochwertige Alurahmen. Aktuell bietet Merckx Rennräder (Enduro und Sprint), Cyclocrossräder sowie Trial- und Bahnräder an. 2016 führte die Firma auch ein Modell der von den Herstellern neu geschaffenen Radgattung Gravelbike ein. Als Jubiläumsedition baute Merckx im gleichen Jahr zwei stilprägende Modelle der Firmengeschichte nach. Die Modelle Merckx Liège75 (Referenz an den letzten der insgesamt fünf Siege bei Lüttich–Bastogne–Lüttich) und Merckx Roubaix70 (Referenz an den Sieg bei Paris-Roubaix 1970) wurden basierend auf Stahlrahmen aus Columbus Zona mit Vollcarbongabel, klassischem BSA-Tretlager und integriertem Steuersatz sowie einer Campagnolo Chorus Gruppe, aufgelegt.

## Radsport
Schon sehr früh wurden Eddy-Merckx-Räder von Radprofis und deren Teams verwendet. Einige der besten professionellen Radsport-Teams in den 1980er und 1990er Jahren fuhren sie.
Der Marc - V.R.D. Team Manager Patrick Lefevere stieg auf Eddy Merckx Räder um, nur drei Monate nachdem das Unternehmen gegründet wurde. Das Team gewann damit unmittelbar danach zwei Tour de France Etappen. Später verwendeten Teams wie Panasonic, Kelme (Kelme), 7 Eleven, Team Telekom, Motorola und Quickstep Eddy-Merckx-Räder. Hunderte professionelle Fahrer, einschließlich ehemalige Tour-de-France-Sieger wie Jan Ullrich, Grüne-Trikot-Gewinner wie Eric Vanderaerden, Erik Zabel, Robbie McEwen fuhren die Räder. Ebenso Fahrer aus den USA wie Lance Armstrong, Steve Bauer und George Hincapie.